# Haresfield
Haresfield est un village du Gloucestershire, en Angleterre.